# Georgia (Vermont)
Georgia ist eine Town im Franklin County des Bundesstaates Vermont in den Vereinigten Staaten mit 4845 Einwohnern (laut Volkszählung 2020). Nach Swanton und St. Albans ist Georgia die drittgrößte Gemeinde in Franklin County.

## Geografie

### Geografische Lage
Georgia liegt inmitten der Green Mountains, im Südwesten des Franklin Countys am Ostufer des Lake Champlain. Der größte See auf dem Gebiet der Town ist der im Süden liegende Arrowhead Mountain Lake. Dieser wird vom Lamoille River, der durch den Südosten der Town flißt, durchflossen. Zahlreiche kleine Bäche entwässern die Town, einige fließen in nordwestlicher Richtung, um im Lake Champlain zu münden, andere in südöstlicher Richtung in den Lamoille River. Das Gebiet der Town ist hügelig, die höchste Erhebung ist der 329 m hohe Cushman Hill.

### Nachbargemeinden
Alle Entfernungen sind als Luftlinien zwischen den offiziellen Koordinaten der Orte aus der Volkszählung 2010 angegeben.
- Norden: St. Albans, 17,4 km
- Osten: Fairfax, 14,6 km
- Süden: Milton, 4,2 km
- Westen: Grand Isle, 21,0 km

### Klima
Die mittlere Durchschnittstemperatur in Georgia liegt zwischen −9,44 °C (15 °Fahrenheit) im Januar und 20,6 °C (69 °Fahrenheit) im Juli. Damit ist der Ort gegenüber dem langjährigen Mittel der USA um etwa 9 Grad kühler. Die Schneefälle zwischen Mitte Oktober und Mitte Mai liegen mit mehr als zwei Metern etwa doppelt so hoch wie die mittlere Schneehöhe in den USA. Die tägliche Sonnenscheindauer liegt am unteren Rand des Wertespektrums der USA, zwischen September und Mitte Dezember sogar deutlich darunter.

## Geschichte
Georgia, gegründet im August 1763 als britische Kolonie, trägt seinen Namen nach dem damaligen britischen König George III. Der Namensgeber, Statthalter Benning Wentworth, versuchte auf diese Weise zu verhindern, dass die Kolonie Vermont der Kolonie New York zugeschlagen würde, in der es den Stadtnamen bereits gab. Wentworth war der Überzeugung, dass König George keine zwei gleichnamigen, nach ihm benannten Städte im selben Gebiet akzeptieren würde. Er behielt recht.
Während des Krieges gegen die britische Kolonie Kanada (1812) wurde ein Handelsembargo von amerikanischer Seite verhängt. Während die meisten grenznahen Gebiete dieses Embargo unterliefen, wurde es in Georgia sehr ernst genommen. Das Embargo war so effektiv, dass die Schmuggler Georgia den Spitznamen Hells Gate – Höllentor – gaben. Dieser Beiname wird bis heute verwendet, auch wenn seine Herkunft weitgehend vergessen ist.
Heute wird die Wirtschaft der Gemeinde von Land- und Forstwirtschaft bestimmt sowie in geringem Umfang von Tourismus.

### Religion
Im Ort sind zwei religiöse Gemeinden ansässig, eine baptistische und eine römisch-katholische. Eine Grund- und Mittelschule, zwei Museen zur lokalen Geschichte und eine Bücherei ergänzen die öffentlichen Einrichtungen.

### Einwohnerentwicklung
| Jahr      | 1700  | 1710  | 1720  | 1730  | 1740  | 1750  | 1760  | 1770  | 1780  | 1790  |
| --------- | ----- | ----- | ----- | ----- | ----- | ----- | ----- | ----- | ----- | ----- |
| Einwohner |       |       |       |       |       |       |       |       |       | 340   |
| Jahr      | 1800  | 1810  | 1820  | 1830  | 1840  | 1850  | 1860  | 1870  | 1880  | 1890  |
| Einwohner | 1.068 | 1.760 | 1.703 | 1.897 | 2.106 | 2.686 | 1.547 | 1.603 | 1.504 | 1.282 |
| Jahr      | 1900  | 1910  | 1920  | 1930  | 1940  | 1950  | 1960  | 1970  | 1980  | 1990  |
| Einwohner | 1.280 | 1.090 | 1.075 | 1.090 | 1.008 | 1.055 | 1.079 | 1.711 | 2.818 | 3.753 |
| Jahr      | 2000  | 2010  | 2020  | 2030  | 2040  | 2050  | 2060  | 2070  | 2080  | 2090  |
| Einwohner | 4.375 | 4.515 | 4.845 |       |       |       |       |       |       |       |

## Wirtschaft und Infrastruktur

### Verkehr
In nordsüdlicher Richtung führt zentral die Interstate 89 durch die Town, von Süden aus Milton in nördlicher Richtung nach St. Albans. Parallel zur Interstate verläuft der U.S. Highway 7. Oberhalb des Arrowhead Mountain Lakes zweigt in östlicher Richtung die Vermont State Route 104A ab. Es gibt keine Station der Amtrak in Georgia. Die nächste befindet sich in St. Albans.

### Öffentliche Einrichtungen
Das Northwestern Medical Center in St. Albans ist das nächstgelegene Krankenhaus für die Bewohner der Town.

### Bildung
Georgia gehört mit Fairfax und Fletcher zur Franklin West Supervisory Union Die Georgia Elementary and Middle School bietet Klassen von Preschool bis zum achten Schuljahr.
Die Georgia Public Library wurde 1896 gegründet.

## Persönlichkeiten

### Söhne und Töchter der Stadt
- Alvah Sabin (1793–1885), Politiker und Abgeordneter im Repräsentantenhaus
- J. Allen Barber (1809–1881), Politiker und Abgeordneter im Repräsentantenhaus
- George J. Stannard (1820–1886), Farmer und General im Sezessionskrieg
- Harry H. Cooley (1893–1986), Farmer und Politiker der Vermont Secretary of State war